# オステルリッツ橋
オステルリッツ橋(仏 : Pont d'Austerlitz)は、フランスのパリ、セーヌ川に架かる橋である。
パリ12区（セーヌ右岸）のルドリュ・ロラン通りと、5区、13区（セーヌ左岸）のパリ植物園とを結ぶ長さ173.8m、幅30mの石造アーチ橋である。
右岸のバスティーユ広場南側サン・アントワーヌ（サンタントワーヌ）と左岸の植物園とを結ぶために作られた。19世紀の初めに最初の橋が架けられたが、すぐに割れ目が生じたので1854年に現在の橋に架け直された。その後橋の幅が狭いと判断され1885年にほぼ倍に拡幅された。
名称は、ナポレオン・ボナパルト率いる大陸軍（グランダルメ）が勝利したアウステルリッツの戦い（バタイユ・ドステルリッツ）を記念して名付けられた。

## 交通
- メトロ5,10号線、 RER C線 オステルリッツ駅 (Gare d'Austerlitz) 下車

## 隣の橋
（上流）シャルル・ド・ゴール橋―オステルリッツ高架橋―オステルリッツ橋―シュリー橋―トゥルネル橋・マリー橋（下流）